# Banner (Illinois)
Banner – wieś w Stanach Zjednoczonych, w stanie Illinois, w hrabstwie Fulton.